# ریشی کاپور
ریشی کپور (به دوناگری: ऋषि कपूर) (به انگلیسی: Rishi Kapoor) (زادهٔ ۴ سپتامبر ۱۹۵۲ در بمبئی – درگذشتهٔ ۳۰ آوریل ۲۰۲۰ در بمبئی) یک هنرپیشه، کارگردان و تهیه‌کنندهٔ اهل هند و پسر هنرپیشهٔ پرآوازه هندی، راج کپور بود.

## زندگی حرفه‌ای
ریشی کپور برای نخستین نقش خود را به عنوان یک هنرمند کودک در فیلم پدرش به نام اسم من دلقک در سال ۱۹۷۰ بازی کرد و برای همین نقش، جایزهٔ ملی فیلم را بدست آورد.
او نخستین نقش اصلی خود را به عنوان یک بزرگسال در مقابل دیپمل کاپادیا در سال ۱۹۷۳ با فیلم بابی و جایزه جایزه فیلم‌فیر بهترین بازیگر را در سال ۱۹۷۴ دریافت کرد. او نقش اصلی را به عنوان رهبر عاشقانه در ۹۲ فیلم بین ۱۹۷۳ و ۲۰۰۰ بازی کرد. وی برای بازی خود در فیلم Do Dooni Chaar، جایزهٔ نقدهای منتقدین فیلم‌فیر را برای بهترین بازیگر نقش اول در سال ۲۰۱۱ به‌دست‌آورد. ریشی کپور برای نقش او در کپور و پسران، جایزهٔ فیلم فیر را برای بهترین بازیگر نقش مکمل مرد در سال ۲۰۱۷ به دست آورد. او با جایزه Achievement Lifefilm Filmfare در سال ۲۰۰۸ به دست آورد. ریشی کپور بین سال‌های ۱۹۷۳ و ۱۹۸۱ در ۱۲ فیلم مقابل نیتو سینگ، همسرش، ظاهر شد.
ریشی یک رقصنده کارآزموده بود و برخی از ترانه‌های فیلم‌های او هنوز محبوبیت زیادی دارند.

## زندگی شخصی
ریشی کپور در منطقهٔ چمبور بمبئی، در خانواده‌ای پنجابی به نام ریشی راج کپور زاده شد. او دومین پسر کارگردان و بازیگر هند، راج کپور و نوهٔ بازیگر پریتویراج کپور بود. او تحصیلات خود را با برادران خود در مدرسهٔ کمپین، در شهر بمبئی، کالج مایو و اجمیر انجام داد. برادران راندهیر کپور و راجیو کپور هر دو بازیگران مطرح دههٔ ۷۰ و ۸۰ بالیوود هستند.

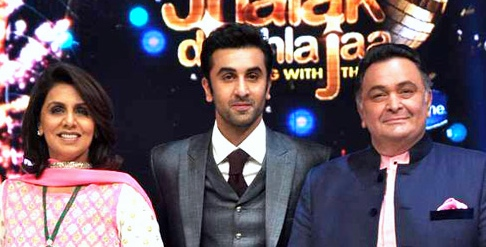
از راست: ریشی کپور، رانبیر کپور (پسر)، و نیتو سینگ (همسر) (مارس ۲۰۱۴)

ریشی کپور در ۲۳ ژانویه ۱۹۸۰ با نیتو سینگ ازدواج کرد. حاصل این ازدواج یک فرزند پسر به نام رانبیر و یک فرزند دختر به نام ریدیما بود.

## درگذشت
ریشی کپور پس از تشخیص سرطان در سال ۲۰۱۸، تقریباً یک سال در نیویورک تحت درمان قرارگرفت. در سپتامبر ۲۰۱۹ وی به هند بازگشت. اما از آن زمان بسیار کم در ملاءعام دیده می‌شد. صبح روز چهارشنبه ۲۹ آوریل ۲۰۲۰، در پی مشکل تنفسی در بیمارستان بنیاد اتّکاء سر اچ.ان. در بمبئی بستری شد. ریشی کپور تا آخرین لحظات زندگی، پزشکان و کادر درمانی بیمارستان را می خنداند. او پس از درگیری دو ساله با سرطان خون صبح روز پنج‌شنبه ۳۰ آوریل ساعت ۸:۴۵ دقیقه به وقت هند درگذشت.

## جوایز
- جایزه فیلم‌فیر بهترین بازیگر مرد برای فیلم بابی در سال ۱۹۷۴
- جایزهٔ یک عمر دستاورد فیلم‌فیر در سال ۲۰۰۸
- جایزهٔ فیلم‌فیر برای بهترین بازیگر مرد مکمل برای فیلم کپور و پسران در سال ۲۰۱۶
- جایزهٔ منتقدین فیلم‌فیر برای بهترین بازیگر مرد برای فیلم Do Dooni Chaar در سال ۲۰۱۱
- Screen Award for Best Supporting Actor برای فیلم کپور و پسران در سال ۲۰۱۶
- Screen Award for Best Actor in a Negative Role برای فیلم دی-دی در سال ۲۰۱۴
- جایزه زی سینه برای بهترین بازیگر نقش منفی برای فیلم مسیر آتش در سال ۲۰۱۳
- جایزهٔ ویژهٔ داوران فیلم‌فیر در سال ۱۹۸۸
- جایزهٔ استارگیلد برای بهترین بازیگر مرد نقش مکمل برای فیلم عشق امروزی در سال ۲۰۱۰
- جایزهٔ آکادمی بین‌المللی فیلم هند برای بهترین بازیگر نقش منفی در سال ۲۰۱۴ – ۲۰۱۳ برای فیلم اورنگ‌زیب و مسیر آتش
- جایزهٔ ملی فیلم هند برای بهترین بازیگر کودک برای فیلم اسم من دلقک در سال ۱۹۷۱
- Screen Lifetime Achievement Award در سال ۲۰۱۶
- جایزهٔ زی سینه برای یک عمر دستاورد در سال ۲۰۰۶
- جایزهٔ استارداست برای بهترین بازیگر مرد برای فیلم Do Dooni Chaar در سال ۲۰۱۱
- جایزهٔ فیلم‌فیر برای بهترین بازیگر مرد مکمل برای فیلم کپور و پسران در سال ۲۰۱۷

## فیلم‌شناسی
فهرست برخی از فیلم‌هایی که ریشی کپور در آنها به ایفای نقش پرداخته‌است:
- اسم من دلقک (۱۹۷۰)
- بابی (۱۹۷۳)
- انسان زهردار (۱۹۷۴)
- امور لکه‌دار (۱۹۷۵)
- راجا (۱۹۷۵)
- برای سرگرمی (۱۹۷۵)
- گاهی اوقات (۱۹۷۶)
- جواهرات رنگارنگ (۱۹۷۶)
- لیلی مجنون (۱۹۷۶)
- باروت (۱۹۷۶)
- آمر اکبر آنتونی (۱۹۷۷)
- ما کمتر از دیگران نیستیم (۱۹۷۷)
- مرد دوم (۱۹۷۷)
- عصر جدید (۱۹۷۸)
- تغییر روابط (۱۹۷۸)
- شوهر، همسر و اون (۱۹۷۸)
- دروغگوی بزرگ (۱۹۷۹)
- گاما (۱۹۷۹)
- سلام خانم (۱۹۷۹)
- قرض (۱۹۸۰)
- ثروت و دارایی (۱۹۸۰)
- دیوانه تو (۱۹۸۰)
- نصیب (۱۹۸۱)
- زمان نمایش (۱۹۸۱)
- بیمار عشق (۱۹۸۲)
- قول می‌دهم (۱۹۸۲)
- دیدار یار (۱۹۸۲)
- باربر (۱۹۸۳)
- سخاوتمند (۱۹۸۳)
- نوکر همسر (۱۹۸۳)
- دنیا (۱۹۸۴)
- این عشق آسان نیست (۱۹۸۴)
- صیاد (۱۹۸۵)
- ستمگر (۱۹۸۵)
- طوایف (۱۹۸۵)
- ملکه مارها (۱۹۸۶)
- یک ورق کثیف (۱۹۸۶)
- دوستی دشمنی (۱۹۸۶)
- هر کس سرنوشت خود را دارد (۱۹۸۶)
- قفل کردن (۱۹۸۷)
- خودخواه (۱۹۸۷)
- شنگرفی (۱۹۸۷)
- پیروزی (۱۹۸۸)
- مهتاب (چاندنی) (۱۹۸۹)
- سلاح (۱۹۸۹)
- جستجو کردن (۱۹۸۹)
- بانجاران (۱۹۹۱)
- برده یک کشور آزاد (۱۹۹۰)
- ثروتمندی و فقیری (۱۹۹۰)
- حنا (۱۹۹۱)
- خانه خانوادگی (۱۹۹۱)
- عاشق دیوانه‌وار (۱۹۹۲)
- ترانه رادا (۱۹۹۲)
- دامینی (۱۹۹۳)
- نجیب (۱۹۹۳)
- گورودو (۱۹۹۳)
- روزی با عزت (۱۹۹۳)
- آقای عاشق (۱۹۹۳)
- گرانبها (۱۹۹۳)
- عشق اول (۱۹۹۴)
- عزت خانه (۱۹۹۴)
- اینا مینا دیکا (۱۹۹۴)
- در آغوش یار (۱۹۹۵)
- دوستی (۱۹۹۵)
- هر دو ما (۱۹۹۵)
- کتاب مقدس عشق (۱۹۹۶)
- ترک (۱۹۹۶)
- کی راست میگه کی دروغ میگه (۱۹۹۷)
- کار و بار: تجارت عشق (۲۰۰۰)
- راجو چاچا (۲۰۰۰)
- کمی ترش، کمی شیرین (۲۰۰۱)
- این جادو است (۲۰۰۲)
- تهذیب (۲۰۰۳)
- چیزی هست (۲۰۰۳)
- عشق در تایمز اسکوئر (۲۰۰۳)
- من و تو (۲۰۰۴)
- عشق واقعی (۲۰۰۵)
- فنا (۲۰۰۶)
- سلام لندن (۲۰۰۷)
- کمی عشق، کمی جادو (۲۰۰۸)
- دهلی-۶ (۲۰۰۹)
- عشق امروزی (۲۰۰۹)
- خوشبختی تصادفی (۲۰۰۹)
- کی میدونه فردا چی میشه؟ (۲۰۰۹)
- چینتو جی (۲۰۰۹)
- قرن‌ها (۲۰۱۰)
- دو دوتا چهارتا (۲۰۱۰)
- به من بگو خدا (۲۰۱۱)
- خانه پاتیالا (۲۰۱۱)
- تا وقتی که زنده‌ام (۲۰۱۲)
- مسیر آتش (۲۰۱۲)
- خانه شلوغ ۲ (۲۰۱۲)
- دانش‌آموز سال (۲۰۱۲)
- دی-دی (۲۰۱۳)
- چشم بد دور (۲۰۱۳)
- بی‌شرم (۲۰۱۳)
- یک عاشقانه تصادفی (۲۰۱۳)
- احمق‌ها (۲۰۱۴)
- کانچی (۲۰۱۴)
- همه چی روبه‌راهه (۲۰۱۵)
- کاپور و پسران (۲۰۱۶)
- اوه عزیزم (۲۰۱۶)
- عروسی پنجابی پاتل (۲۰۱۷)
- ۱۰۲ سالگی پایان نیست (۲۰۱۸)
- ملک (۲۰۱۸)
- برنج و لوبیا (۲۰۱۸)
- جسد (۲۰۱۹)
- دروغگوی ناکجا آباد (۲۰۱۹)
- شارمجی نامکین (۲۰۲۲)